# Falu
Falu, nome artístico de Falguni Shah (Bombaim) é uma cantora e compositora da Índia cuja música mistura ritmos tradicionais indianos com o rock. Ela é uma discípula de longa data do músico Ustad Sultan Khan, e atualmente é embaixatriz da música indiana no Carnegie Hall.

## Biografia
Falu foi treinada na tradição musical Jaipur gharana, e posteriormente continuou a estudar sob supervisão de Ustad Sultan Khan. Se mudou para os Estados Unidos em 2000, tornando-se vocalista da banda Karyshma. No ano seguinte, conheceu Karsh Kale, e passou a ser conhecida entre universitários e em festivais. Após dois anos em Boston, mudou-se para Nova Iorque, formando uma banda com seu nome. Começaram a se apresentar na cidade, ganhando a atenção local. Em 2004 ela foi convidada a ser solista num projeto de Yo-Yo Ma, e no ano seguinte passou a servir como embaixatriz da música indiana no Carnegie Hall. No começo de 2007 ela trabalhou com Wyclef Jean, tornando-se parte da trilha sonora do filme A Place in Time, estreia de Angelina Jolie como diretora. Em meados do ano, lançou o álbum álbum de estreia, homônimo.